# Roche-à-Bateaux
Roche-à-Bateaux (em crioulo, Wòchabato), é uma comuna do Haiti, situada no departamento do Sul e no arrondissement de Côteaux. De acordo com o censo de 2003, sua população total é de 13.336 habitantes.